# Picrocrocina
La Picrocrocina és un glucòsid monoterpè que és precursor del safranal. Es troba en l'espècia del safrà. La picrocrocina té un gust amarg i és el major responsable del gust del safrà.
Durant el procés d'assecat, la picrocrocina allibera l'aglucona (HTCC, C10H16O₂) per l'acció dels enzims glucosidases. Després, l'aglucona es transforma en safranal per una reacció de deshidratació. La picrocrocina és un producte de degradació del carotenoide zeaxantina.